# Le Tanet
Der Tanet (auf den französischen Karten mit Artikel: le Tanet, deutsch (gelegentlich): Tanneck) ist ein 1292 m hoher Berg in den Hochvogesen, drei Kilometer nordöstlich des Col de la Schlucht.

## Lage und Topographie
Der Tanet bildet mit dem südwestlich gelegenen, nur 4 Meter niedrigeren Wurzelstein einen weitläufigen Doppelgipfel, der dem rund 40 Kilometer langen, nirgends unter 1100 Meter fallenden Hauptkamm der Hochvogesen aufsitzt. Über den Kamm verläuft die Grenze zwischen den Départements Vosges und Haut-Rhin, dem Elsass und Lothringen. Zwischen Tanet und Gazon de Faîte (1303 m) im Norden befindet sich ein Hochmoor, das als Naturschutzgebiet (Réserve naturelle) ausgewiesen ist. Die Westflanke des Bergrückens fällt rund 450 Meter tief zum Tal der oberen Meurthe ab, wobei die Hochheiden nach unten in Mischwälder aus Buchen, Tannen und Fichten übergehen. Nach Osten, zur Rheinebene hin, bricht der von Klippen gebildete Gipfel abrupt über eine etwa 100 Meter hohe Felswand in die Karböden des Seestaettle ab und weitere 300 Meter in Talmulden oberhalb von Soultzeren.

## Erschließung
Westlich des Tanet verläuft die Route des Crêtes zwischen Col de la Schlucht und Lac Blanc. Über den Kamm verläuft der Fernwanderweg GR 5. Von Osten her ist der Tanet von der Ferme-Auberge Seestaettle aus über zwei Wege besteigbar, wobei der südliche teilweise über einen Skihang verläuft.

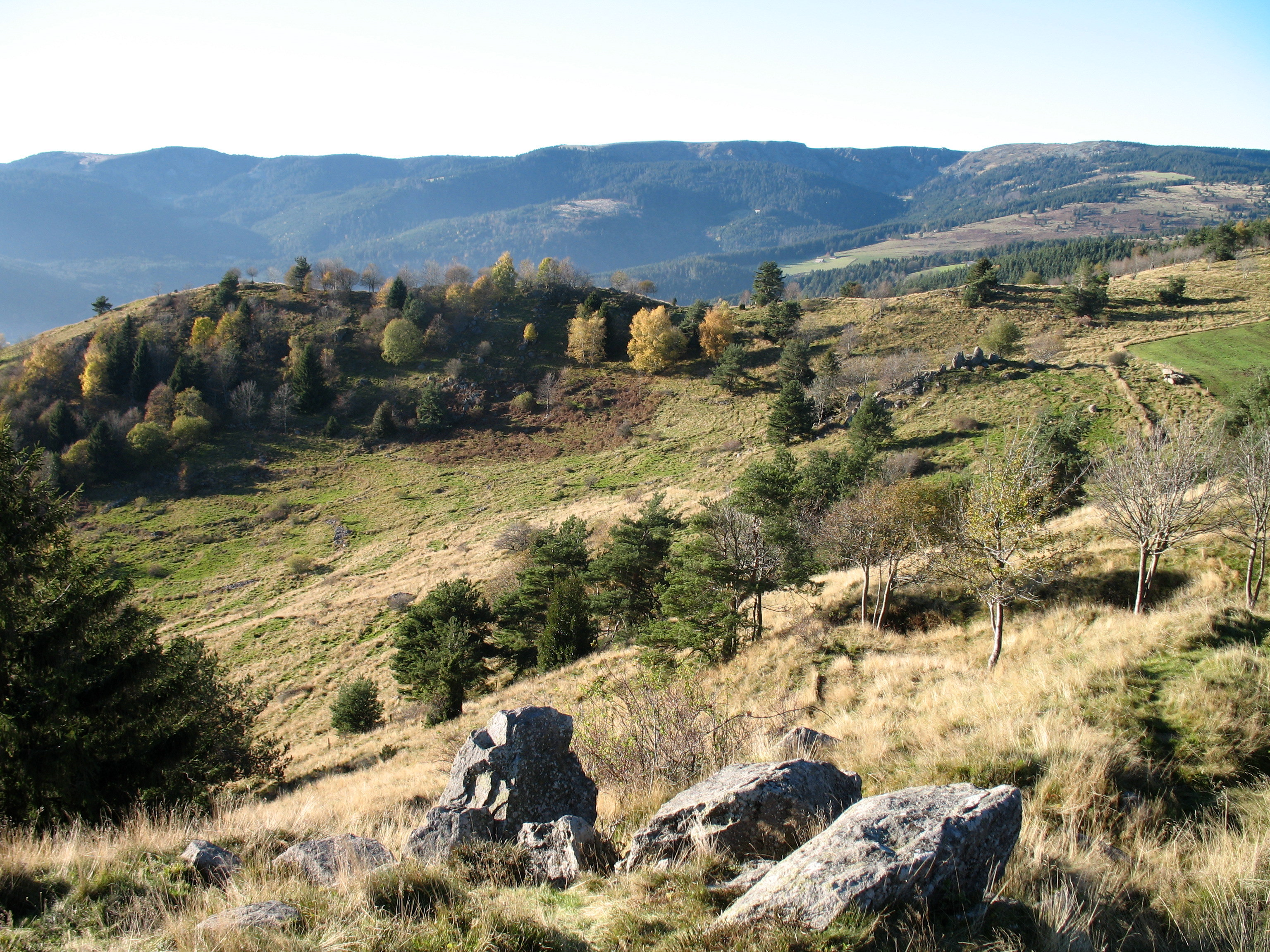
Blick vom westlichen Nebengipfel des Schratzmaennele auf den Tanet (höchster Gipfel links) und Gazon de Faîte (rechts)